# 202907 Meisenheimer
202907 Meisenheimer è un asteroide della fascia principale. Scoperto nel 1996, presenta un'orbita caratterizzata da un semiasse maggiore pari a 2,391690 UA e da un'eccentricità di 0,197807, inclinata di 7,569106° rispetto all'eclittica.